# アグネス・フォン・エスターライヒ (1281-1364)

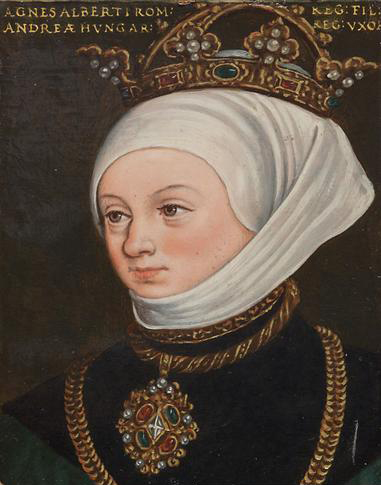
アグネス・フォン・エスターライヒ

アグネス・フォン・エスターライヒ（ドイツ語：Agnes von Österreich, 1281年5月18日 - 1364年6月10日）は、ハンガリー王アンドラーシュ3世の王妃。ハンガリー語名はアーグネシュ（Habsburg Ágnes）。

## 生涯
アグネスはローマ王アルブレヒト1世とエリーザベト・フォン・ケルンテンの間の娘である。
1296年2月13日にウィーンにおいて、アグネスはハンガリー王アンドラーシュ3世と結婚した。その後、アンドラーシュ3世は舅アルブレヒト1世の支援により、ケーセギ・ミクローシュとチャーク・マーテーの反乱を鎮圧し、ケーセグとポジョニの城を占領した。1298年、アンドラーシュ3世は軍を率いて、アルブレヒト1世のアドルフに対する反乱に加勢した。
アグネスはトーナメントを嫌い、教会の説教を好んだ。また、アグネスは身長が低く、姉妹がもはや着なくなったドレスを着ていたため、その謙虚さを称賛された。
夫アンドラーシュ3世は1301年1月14日にブダで死去し、アールパード家の男系が断絶した。同時代のステファン・アーコシュはアンドラーシュのことを「アールパード家の最後の金の小枝」とよんだ。
アグネスは寡婦となったが、アールパード家を継承する子供がいなかった。この時アグネスは19歳で、再婚し子をもうけることも可能であったが、再婚しなかった。アグネスはチロル伯領にあったケーニヒスフェルデン修道院の後援者となった。この修道院はアグネスの母エリーザベト・フォン・ケルンテンが夫をしのんで建てた修道院であった。エリーザベトはアンドラーシュ3世と前妃フェネンナとの間の娘エルジェーベトと共に修道院近くの小さな館に住んだ。エルジェーベトはアールパード家の最後の子孫の一人であった。エルジェーベトはボヘミア王ヴァーツラフ3世と結婚することになっていたが、ヴァーツラフ3世はヴィオラ・エルジュビェタ・チェシンスカと結婚した。エルジェーベトは結婚せず、近くのテス修道院でドミニコ会の修道女となり、その高潔さで名声を得た。
アグネスは敬虔であったといわれる。一方、16世紀のアエギディウス・チューディの『Chronicon Helveticum』によると、アグネスは父アルブレヒト1世の復讐のため、1000人（暗殺者の家族や家臣）の処刑や追放を命じたとされている。しかし、これは大部分がスイスにおける反ハプスブルクのプロパガンダに基づいているとみられる。アグネスはその名声のため、何度か仲介者の役割を頼まれた。1333年、アグネスはオーストリアと、スイスの諸都市や諸地域との間で条約を結んだ。また1351年には、アグネスはバーゼルとブレーメンの間の紛争を解決し、同年に弟アルブレヒト2世とスイス原初同盟の間の紛争も解決している。弟たちは度々アグネスに助言を求めにケーニヒスフェルデン修道院を訪れた。
アグネスは1364年6月10日にケーニヒスフェルデンで死去し、修道院の修道女墓地に埋葬された。